# 대월
대월국(大越國, 베트남어: Đại Việt Quốc 다이비엣꾸억[*]), 또는 대월(大越, 베트남어: Đại Việt 다이비엣[*])은 10세기 말부터 19세기 초까지 인도차이나반도에 존재했던 국가이자 베트남의 여러 왕조들이 공식적으로 자신들을 가리키는 국호였다. 안남이라는 이름으로 불리기도 했다. 대월이라는 명칭은 대구월(大瞿越, 베트남어: Đại Cồ Việt)에서 유래했으며, 이 명칭은 중국의 지배에서 벗어난 딘 왕조에서 제정하였다. 1054년 리 성종이 대구월에서 토착지명인 '구'를 뺀 후 국호를 대월로 고쳤다. 대월이라는 명칭은 1804년 응우옌 왕조의 초대 황제였던 자롱 황제가 국호를 베트남으로 변경할 때까지 사용되었다.
대월은 딘 왕조, 전 레 왕조, 리 왕조, 쩐 왕조, 호 왕조, 후 레 왕조, 막 왕조, 떠이선 왕조로 구분이 되며, 호 왕조 시기 짧게 국명이 다이응우(大虞)로 변경되었다. 1420년부터 1427년까지 명나라가 잠시 교지군이라는 이름으로 대월을 지배한 적을 제외하고 대월은 외세의 지배를 받지 않았다. 대월의 역사를 구별하는 다른 방식에는 968년부터 1533년까지의 통일 왕조 기간과 1533년부터 1802년까지의 분립 기간이 있다. 1533년부터 1802년까지 대월을 표방하는 여러 왕조가 등장했고, 베트남의 여러 가문이 자신의 영지를 지배했다.
대월은 11세기부터 18세기까지 지속적으로 남진 정책을 추진했다. 이 기간 동안 대월은 참파, 란쌍 왕국, 란나 왕국, 크메르 제국, 아유타야 왕국과 그 뒤를 이은 톤부리 왕국 등 주변 국가와 전쟁을 벌여 영토를 확장했으며, 동시에 송나라, 원나라, 명나라, 청나라 등 여러 중국 왕조와 전쟁을 벌여 독립을 유지할 수 있었다. 이 결과 19세기 말 대월의 영토는 북으로는 중국과 국경을 접했고, 동으로는 남중국해에 다다랐으며, 남쪽으로는 타이만에 이르렀다. 서쪽 국경은 안남산맥이었다.

## 국명

### 월/비엣 (越)
Việt (비엣) 또는 월(한자: 越)이라는 명칭은 처음에 중고 한어 시기 상나라 후기(기원전 1200년경)의 갑골과 청동 비문에서 도끼(동음이의)에 대한 표어문자 "戉"를 사용하여 작성되었으며, 나중에는 "越"로 표기되었다. 이 시기 '월'은 상나라의 서북방에 있는 월방을 가리킬 때 사용된 것으로 추정된다. 예원셴(1990)과 완(2013)에 따르면, 중국 북서부의 월방족의 민족명은 중국 남동부의 백월의 민족명과 관련이 없다. 기원전 8세기 장강 중류의 민족을 양월이라고 불렀으며, 이후 이 용어는 장강 이남 지역의 민족으로 확대되었다. 기원전 7세기부터 기원전 4세기까지 월/비엣은 장강 하류의 월나라를 가리키는데 사용되었다.
기원전 3세기부터 월은 민월, 우월, 락비엣(락월, 雒越) 등 화난과 중국 남서부, 그리고 베트남 북부에 거주하는 비한족 민족들을 가리키는 용어가 되었으며, 이들을 통틀어 백월(百越)이라고 불렀다. 백월이라는 용어는 기원전 239년 여씨춘추에서 처음 등장했다. 처음에 월은 중국인과는 별개의 화전 재배를 하고 초가집에서 생활하는 모든 남방 민족을 지칭했지만, 이러한 정의가 모든 월이 동일하고 동일한 언어를 사용한다는 것을 의미하는 것은 아니다. 그들은 다양한 민족 언어학적 복합체에 속하는 느슨하게 연결되어 있거나 독립적인 부족 사회였다. 중국이 점차 남쪽으로 영역을 확장함에 따라 중국 측 문헌과 사료들은 베트남 북부의 민족을 월, 락월, 우월 등으로 통일해서 부르기 시작했다. 점차 시간이 지남에 따라 '월'은 민족이 아닌 지역을 가리키는 명칭이 되었고 야만적인 요소와 연관되기보다는 역사적이고 정치적인 용어로 자리잡게 되었다. 중국이 베트남을 지배하던 시기, 옛 '월' 지방의 여러 나라나 반란군은 민족적 개념보다는 옛 지정학적 용어로 '월'을 사용했다.
오늘날 비엣족의 조상인 비엣어파 사용자들이 당나라 시기 베트남에 '월'이라는 용어를 들여왔을 때, 이 타칭 지명은 점차 현지화하여 베트남인의 토착지명이 되었다. 이 토착지명은 베트남의 이웃 민족들이 베트남인과 어떻게 교류하고 베트남인을 어떻게 부르는 지에 따라 다양한 형태로 나타났다. 대표적인 예로 참족은 하리바르만 4세의 치세 때부터 지금까지 비엣족을 위엔이라고 계속 부르고 있다. 또한 베트남인들이 중세 동안 자신들을 고대 백월과 연관시키려고 노력했다는 것도 분명하다는 것이 그러나 베트남인을 가리키는 비엣(월, 越), 킨(Kinh, 京), 그리고 키우 (Keeu) 등의 토착지명과 타칭 지명은 모두 고대 중국의 지리적 상상에 기반을 둔 것이며, 비엣어족 사람들은 자신들을 다른 민족과 구별하기 위해 "ta"라는 표현을 사용한 것으로 추정된다. ta는 '우리', '나'를 의미하며, 더 오래된 구어체에서는 '우리들'을 의미했고 식민지 시기에는 "nước tây (서양 국가), "tiếng tây"(서양 언어)와 대조하여 "nước ta" (우리나라), "tiếng ta" (우리 언어)와 같이 사용했다.

### 대구월 (Đại Cồ Việt)
대구월(Đại Cồ Việt, 大瞿越)이라는 이름은 딘보린이 966년 스스로를 황제로 표명하고 자신의 왕국을 세웠을 때 정한 것이었다. 이 이름은 베트남의 토착지명인 Cự Việt이나 Kẻ Việt에서 왔을 것으로 추정되며 한월어로 大를 뜻하는 Đại가 접두어로 사용되었다. 13세기와 14세기의 기록인 월사략에는 대구월이 등장하지 않다가 15세기의 대월사기전서에서 이 이름이 등장하는데, 모모키 시로는 대구월이 기록 상 실수가 있었거나 옛 기록을 정리하는 과정에서 새로 개발된 단어일 수 있다고 주장했다.

### 대월 (Đại Việt)
리 성종이 1054년 왕위에 올랐을 때, 그는 토착지명인 "구"(Cồ, 瞿)를 빼고 나라 이름을 "대월"(Đại Việt)이라고 정했다. Đại Việt이라는 표현은 언어적 표현이며 1054년 실용화되기 이전부터 사용되었다는 주장도 있다.

## 같이 보기
- 베트남의 역사